# Московей
Москове́й (рум. Moscovei) — село в Кагульському районі Молдови, є центром комуни, до якої також відносяться село Тріфештій-Ной.
Село розташоване на річці Велика Салча. Поселення є багатонаціональним — тут проживають молдовани, болгари , росіяни та українці.